# أليكسي ميخائيلوفيتش أوفاروف
أليكسي ميخائيلوفيتش أوفاروف (بالروسية: Уваров, Алексей Михайлович)‏ هو لاعب كرة قدم روسي في مركز الوسط، ولد في 1 يونيو 1981 في كراسنودار في روسيا. لعب مع أرسنال كييف وتشورنومورتس أوديسا وروبين قازان.

## وصلات خارجية
- أليكسي ميخائيلوفيتش أوفاروف على موقع اتحاد أوكرانيا (الإنجليزية)
- أليكسي ميخائيلوفيتش أوفاروف على موقع قاعدة بيانات كرة القدم.إي يو (الإنجليزية)
- أليكسي ميخائيلوفيتش أوفاروف على موقع Soccerway.com (الإنجليزية)